# Базиліка Сен-Сернен, Тулуза
Базиліка Сен-Сернін (окситанське: Basilica de Sant Sarnin) — церква в Тулузі, Франція, колишня церква абатства Сен-Серніна або Святого Сатурніна. Крім церкви, жодної будівлі абатства не збереглося. Побудований у романському стилі приблизно між 1080 і 1120 роками, з подальшими перебудовами, Сен-Сернен є найбільшою збереженою романською будівлею в Європі. Церква особливо відзначається якістю та кількістю романської скульптури. У 1998 році базиліка була додана до Світової спадщини ЮНЕСКО під описом: Об'єкти всесвітньої спадщини маршрутів Сантьяго-де-Компостела у Франції. Вважається основоположницею романського стилю в архітектурі.

## Історія

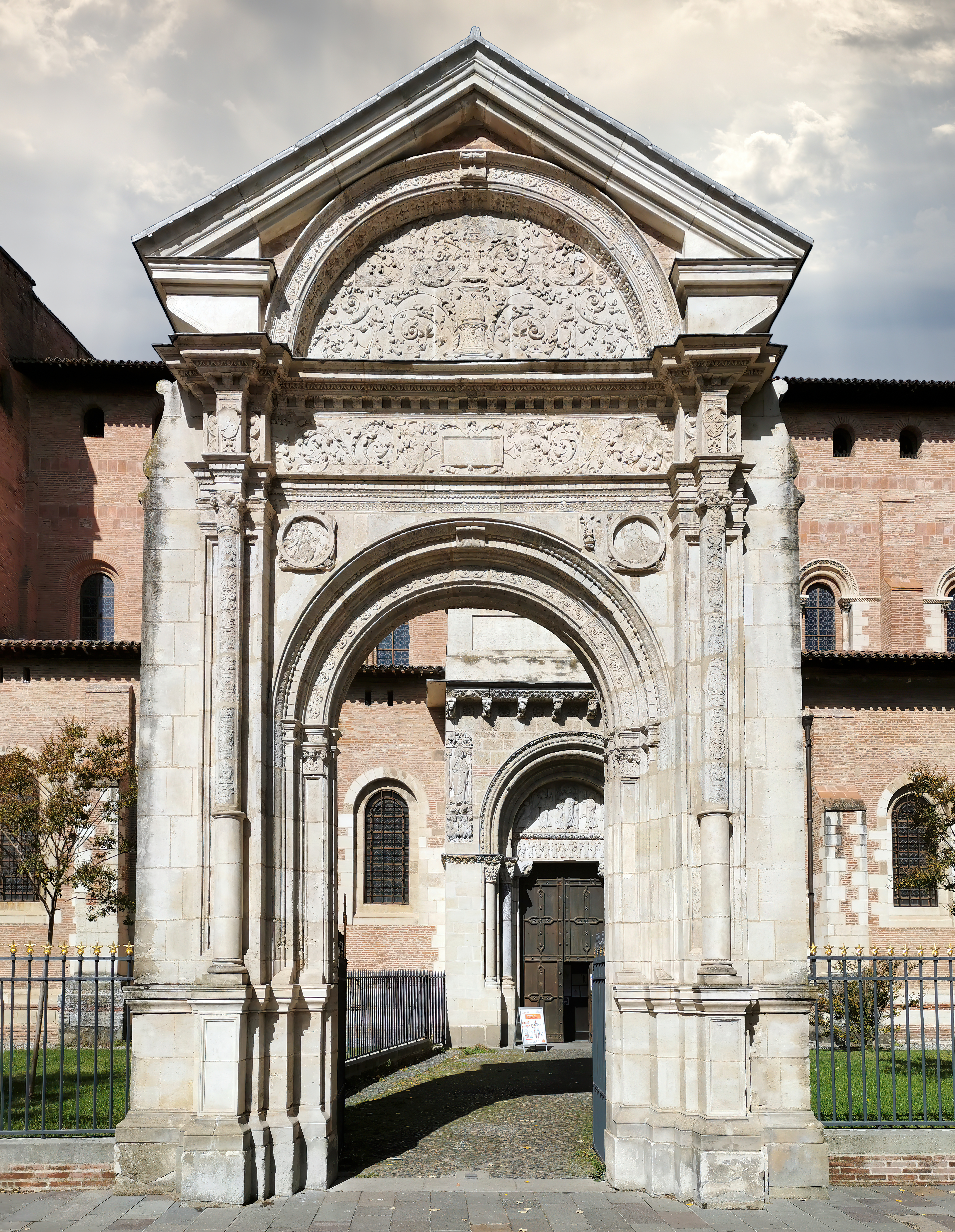
Ренесансні двері абатства

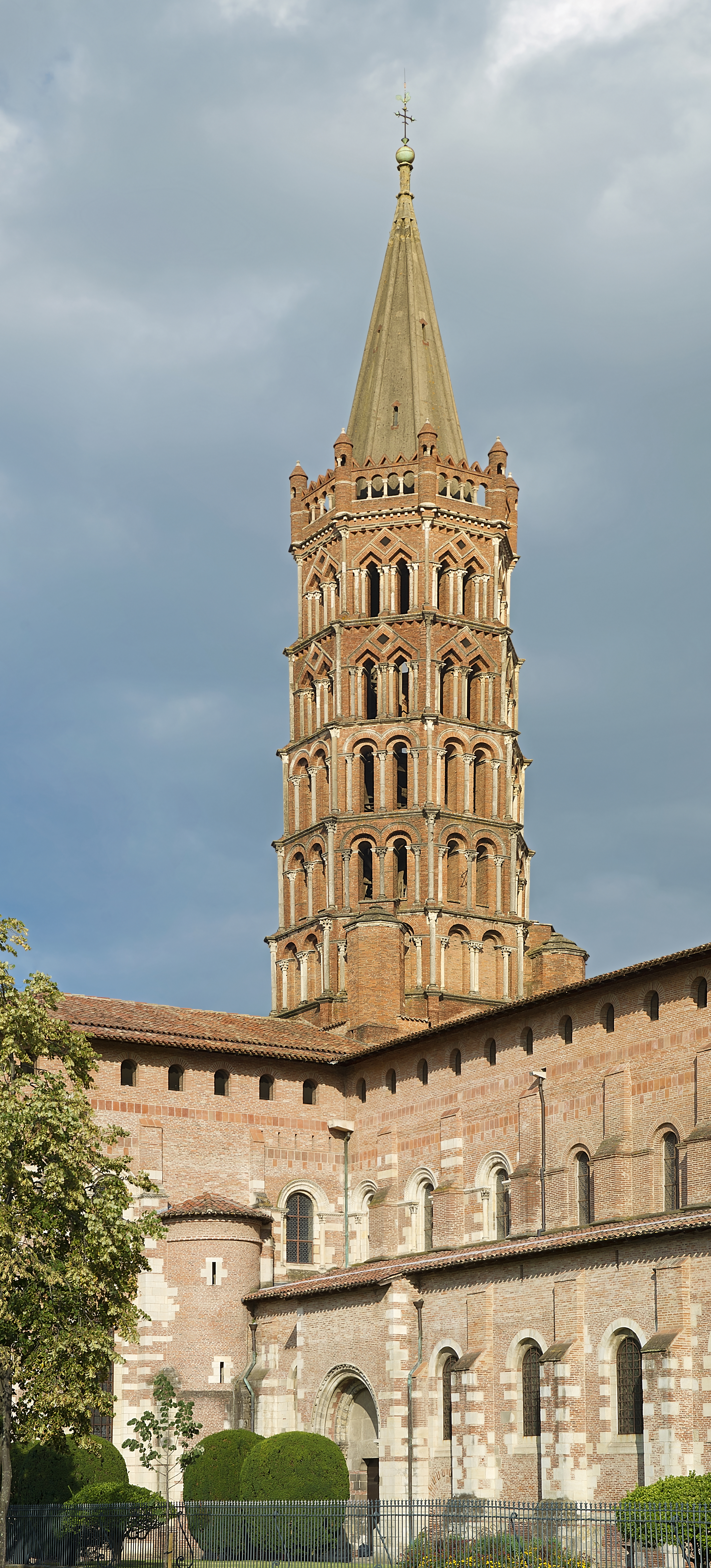
Дзвіниця (нижня частина в романському стилі і готична верхня частина

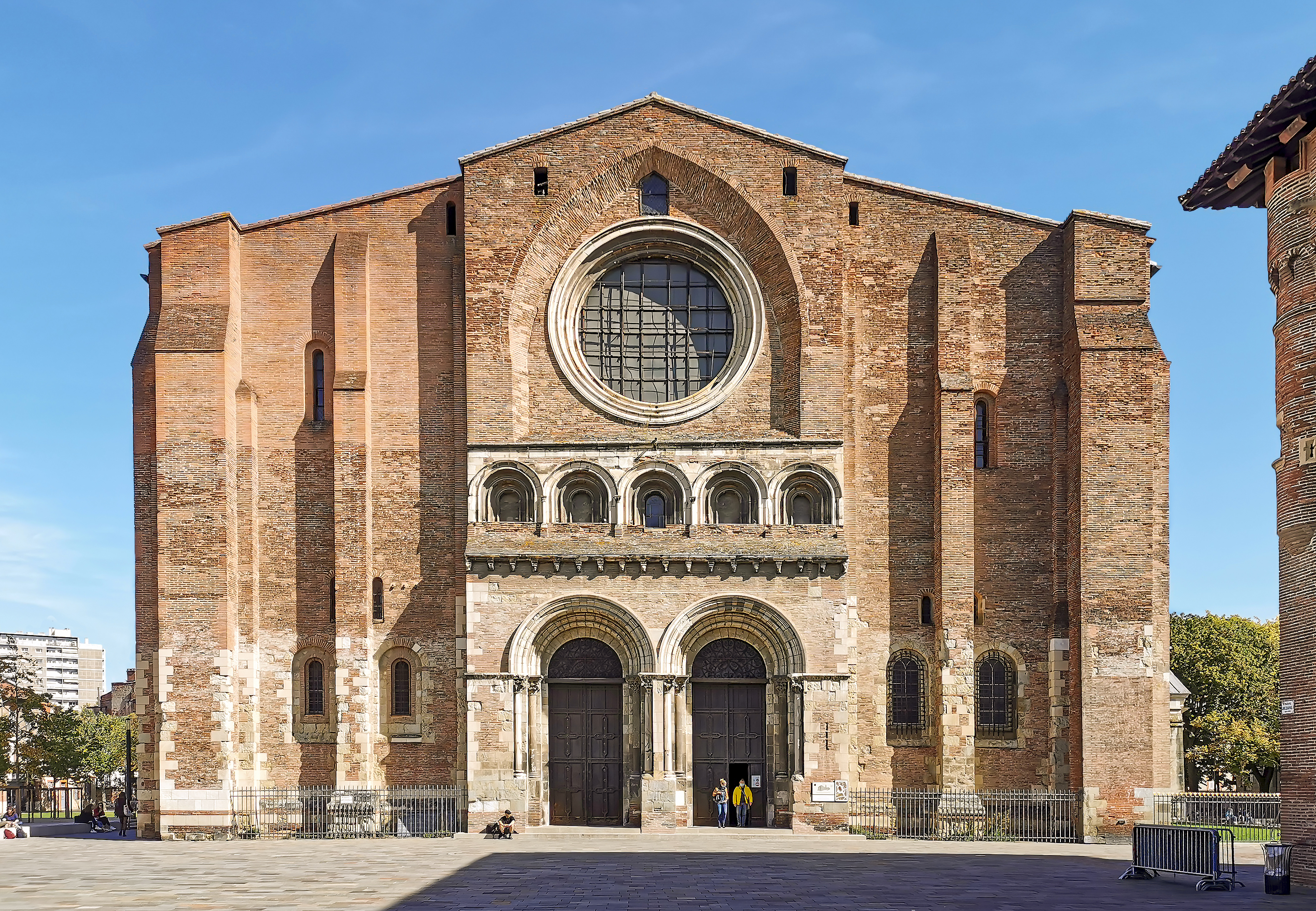
Фасад

Абатство Сен-Сернен є стародавнім. Святий Сільвій, єпископ Тулузи, розпочав будівництво базиліки наприкінці 4 століття. Його значення значно зросло після того, як Карл Великий (768–800 рр.) пожертвував йому велику кількість реліквій, в результаті чого він став важливою зупинкою для паломників на їхньому шляху до Сантьяго-де-Компостела і власним місцем паломництва. Розмір нинішньої будівлі та наявність деамбулаторії можуть відображати необхідність розміщення все більшої кількості паломників.
Нинішня церква розташована на місці попередньої базиліки IV століття, яка містила тіло святого Сатурніна або Серніна, першого єпископа Тулузи. 
Труднощі з визначенням точної хронології будівництва Сен-Сернена породили численні проблеми. Принаймні, ще в 1010-х роках єпископ П’єр Роже відклав частину пожертвувань Сен-Сернену на можливу перебудову церкви Каролінгів. Протягом десятиліття 1070-х і найпізніше до 1080 року каноніки Сен-Серніна прийняли владу св. Августина і передали себе під безпосередній контроль Святого Престолу. Тим не менш, є лише дві тверді дати, які стосуються безпосередньо самої церкви, і навіть вони пов'язані з певними труднощами. 24 травня 1096 р. папа Урбан II освятив вівтар ще значною мірою незавершеної будівлі. Тобто будівництво повинно було розпочатися принаймні за кілька років до цієї дати.
Друга тверда дата — 3 липня 1118 р., смерть св. Раймона Гайрара, каноніка та ректора капітули. У житії святого XV століття сказано, що він взяв під керівництво будівлю після того, як частина церкви була завершена, і що до моменту своєї смерті він «дотягнув стіни аж до завершення вікон...». Однак життя було написано набагато пізніше — приблизно через триста років після подій, які воно описує, — і оскільки в будівництві церкви брали участь принаймні три різних Раймонда, біограф, можливо, переплутав елементи з життя всіх трьох.
У будь-якому разі, здається, що будівництво церкви не просувалося безперервно до завершення, оскільки є матеріальні докази кількох перерв у будівництві. Наведені вище літературні свідчення вказують на те, що будівництво йшло зі сходу на захід, і, справді, виявляється, що найдавнішою частиною зовнішніх стін є південна, нижня частина деамбулаторію та каплиці. Стіни в цій частині побудовані з цегли та каменю, з більшою часткою каменю, ніж в інших частинах будівлі. У міру того, як будівництво продовжувалося, воно чітко відзначалося збільшенням частки цегли, характерного будівельного матеріалу Тулузи. Хоча існує основна згода щодо вихідної точки, інтерпретація наступних археологічних доказів залежить від різних думок. Систематичні дослідження після реставрації Віолле-ле-Дюка прийшли до висновку, що було три чи чотири великі будівельні кампанії.
План церкви абатства тут також був використаний при будівництві собору Сантьяго-де-Компостела, «розпочатого в 1082 році, занадто очевидно скопійованого, щоб припустити, що це зробив не архітектор Сен-Серніна чи його улюблений учень», але закінчена набагато раніше.
У 1860 році Ежен Віолле-ле-Дюк відновив церкву, але наразі його зміни видаляються, щоб повернути первісний вигляд.

## Особливості

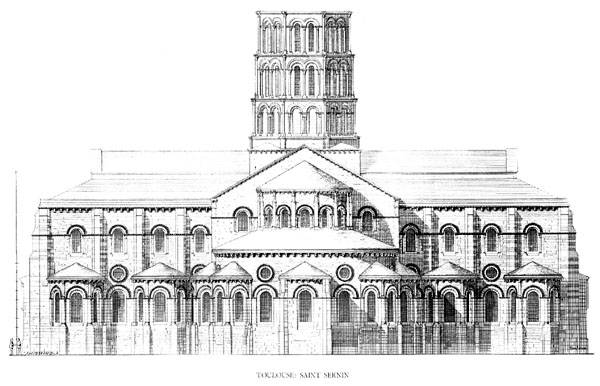
Східний край базиліки.

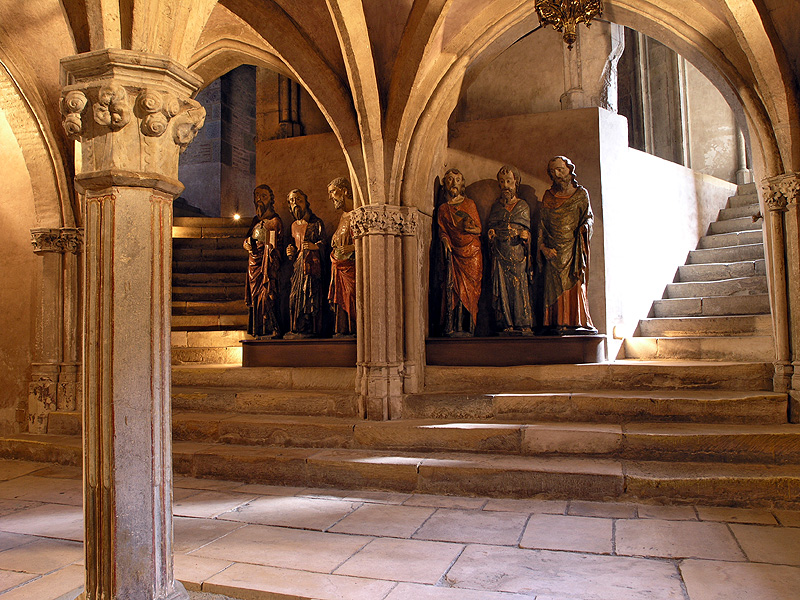
Склеп.

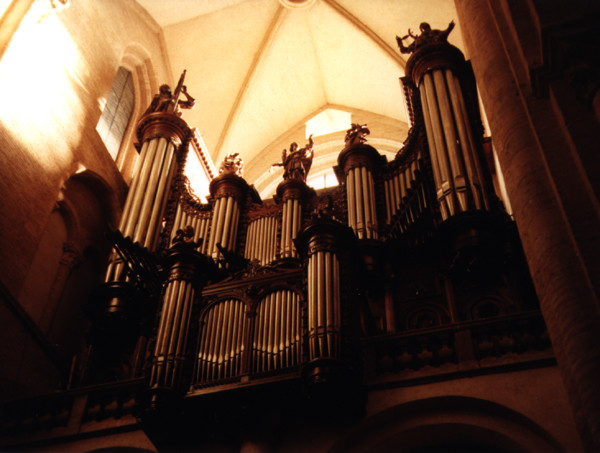
Великий орган Кавайле-Колля 1888 року

Незважаючи на те, що його називають базилікою, Сен-Сернен дещо відхиляється від плану базиліки ранньої християнської архітектури. Він набагато більший у порівнянні з попередніми церквами, його довжина становить 104 метри. Він також побудований переважно з цегли. Будівля має форму розп'яття. Стелі склепінчасті, на відміну від багатьох ранніх церков. У Сен-Сернені є каплиці, які використовувалися для виставлення важливих реліквій. Іншим відхиленням від ранніх християнських церков є додавання деамбулаторії, пішохідної доріжки, яка огинає неф і бічні проходи, щоб дозволити переглядати каплиці (що можна було зробити під час проведення меси, не перериваючи церемонії). З цих та інших причин часто кажуть, що Сен-Сернен має «план для паломників» замість традиційного плану базиліки.

### Зовнішній вигляд
Зовні є дзвіниця, що стоїть прямо над трансептом. Він поділений на п'ять ярусів, три нижніх з романськими арками датуються XII століттям, а два верхні — XIII століттям (близько 1270 року). Шпиль був добудований у XV столітті. Дзвіниця трохи нахилена на захід, тому з певних позицій дах дзвіниці, вісь якої перпендикулярна землі, видається нахиленою до самої вежі.
Апсида є найстарішою частиною будівлі, побудованої в XI столітті, і складається з дев'яти каплиць, п'ять відкриваються з апсиди і чотири в трансептах.

Зовнішній вигляд також відомий двома дверними прорізами, Porte des Comtes і Porte Miègeville. Над Porte des Comtes зображено Лазаря і Пірнання. Над центральною колоною видно занурення в пекло. Дверний отвір отримав свою назву від сусідньої ніші, в якій зберігаються останки чотирьох графів Тулузи. Porte Miègeville відома своєю складною скульптурою над входом: Христос, що возноситься, в оточенні ангелів, є центральною фігурою на одному з найстаріших і найкрасивіших тимпанів у романській архітектурі (кінець XI століття або близько 1115).

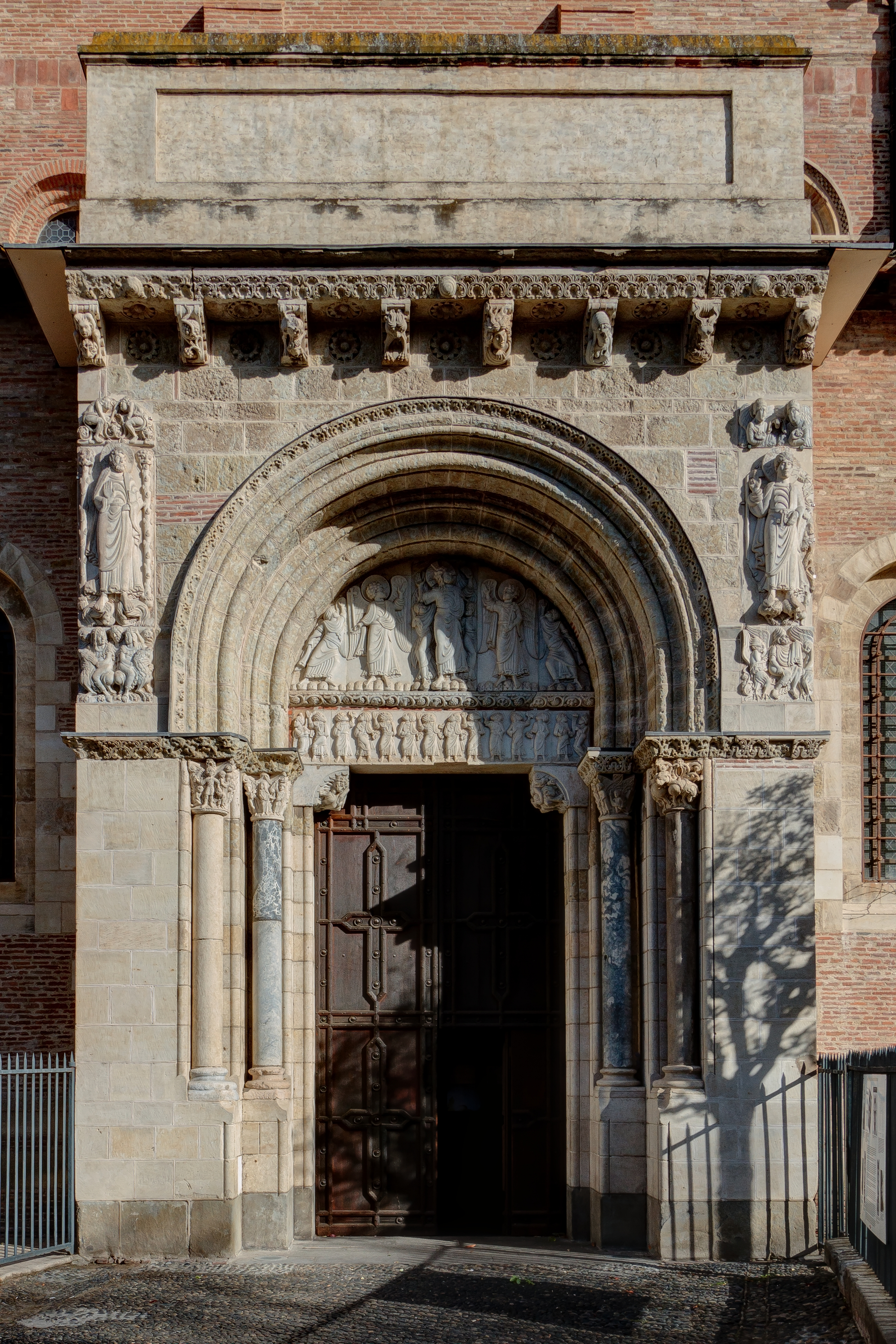
Портал Мьежевіль
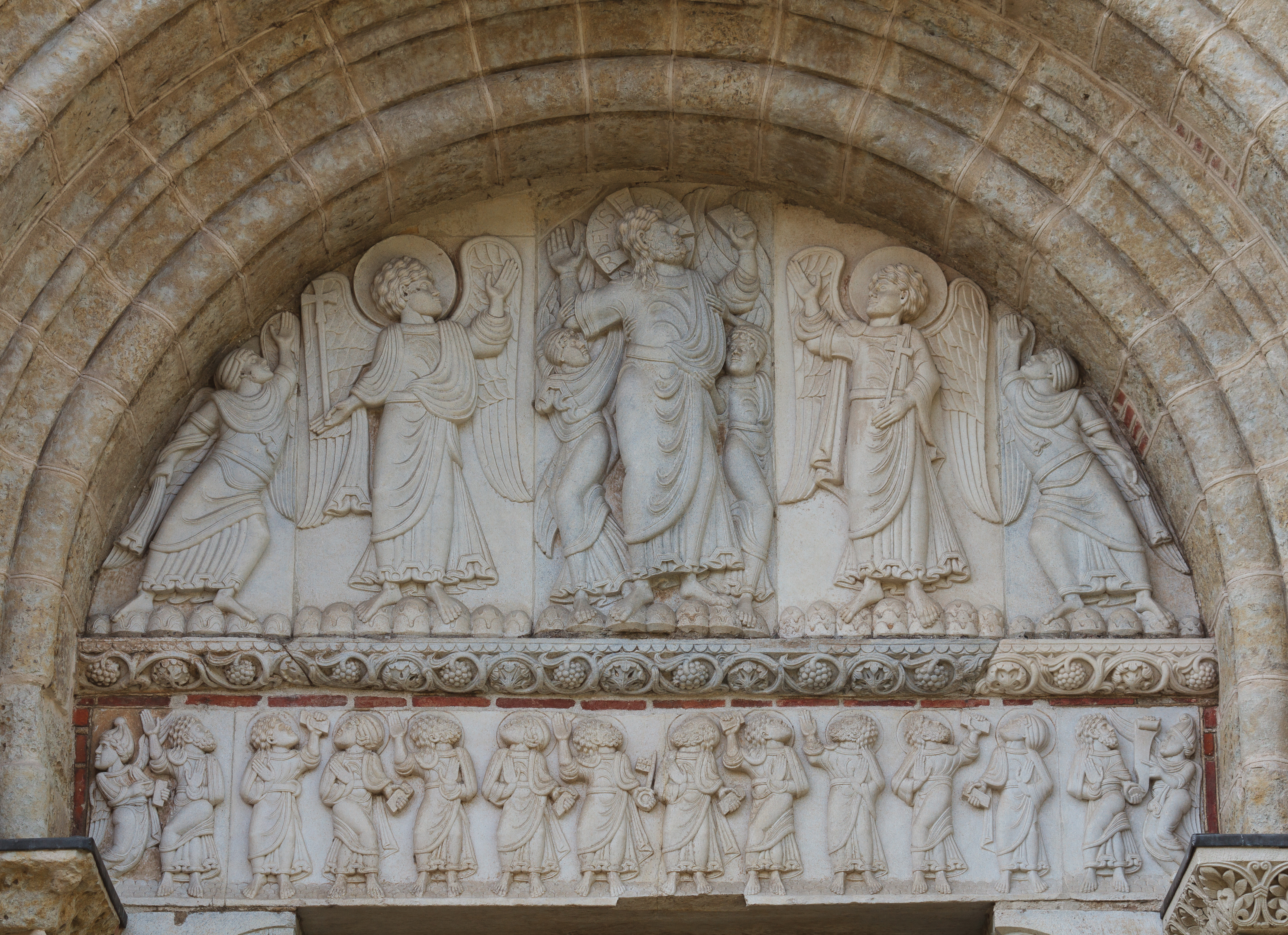
Тимпан Портал Мьежевіль
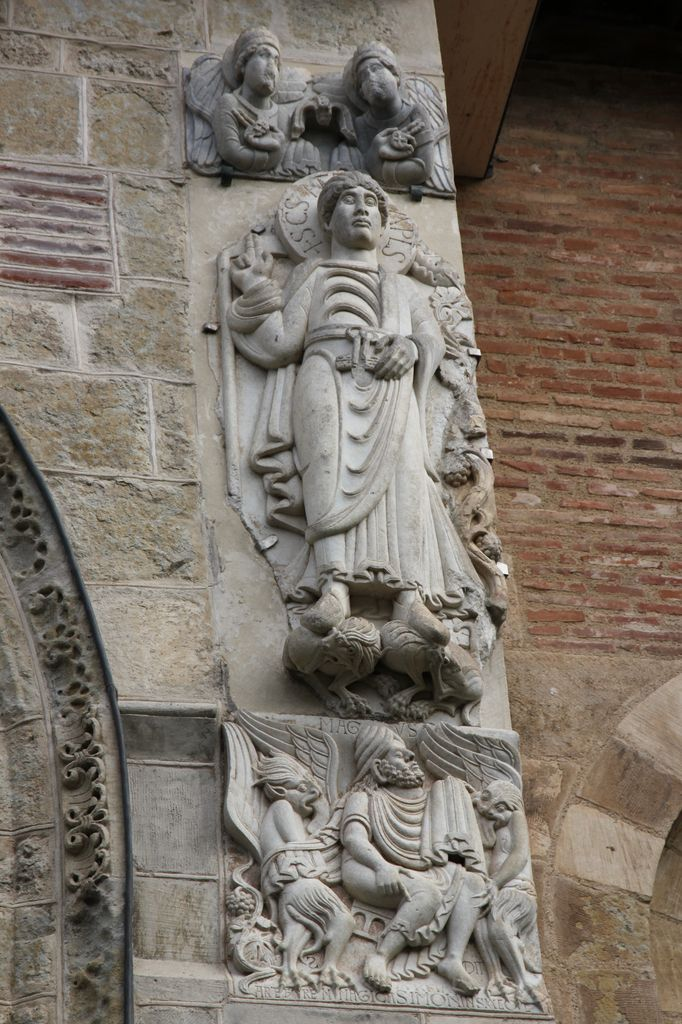
Святий Петро
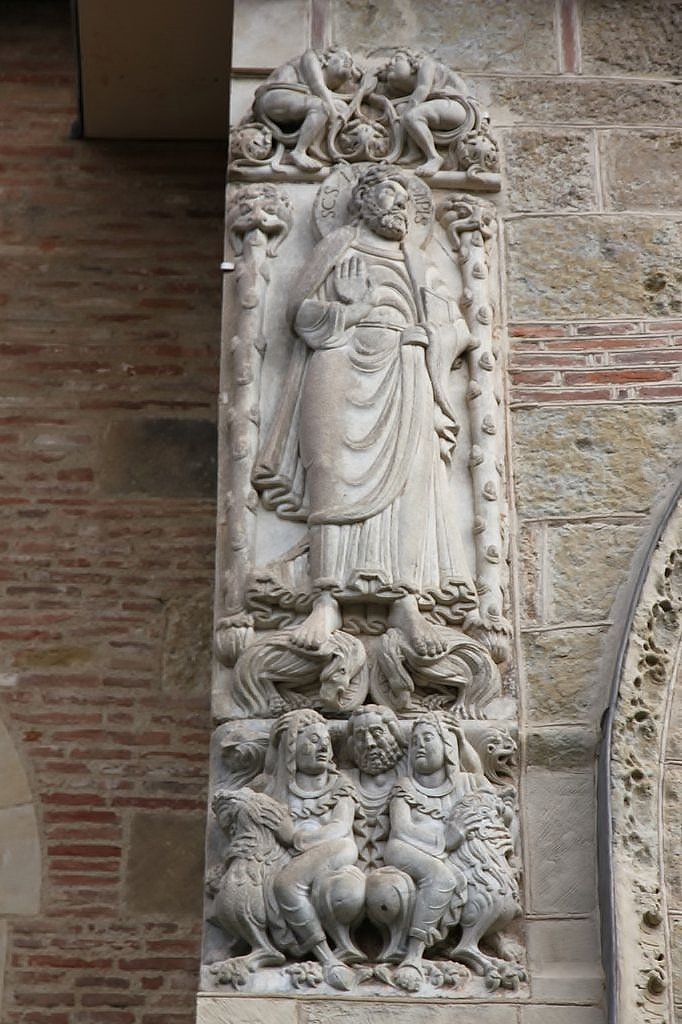
Святий Яків Великий
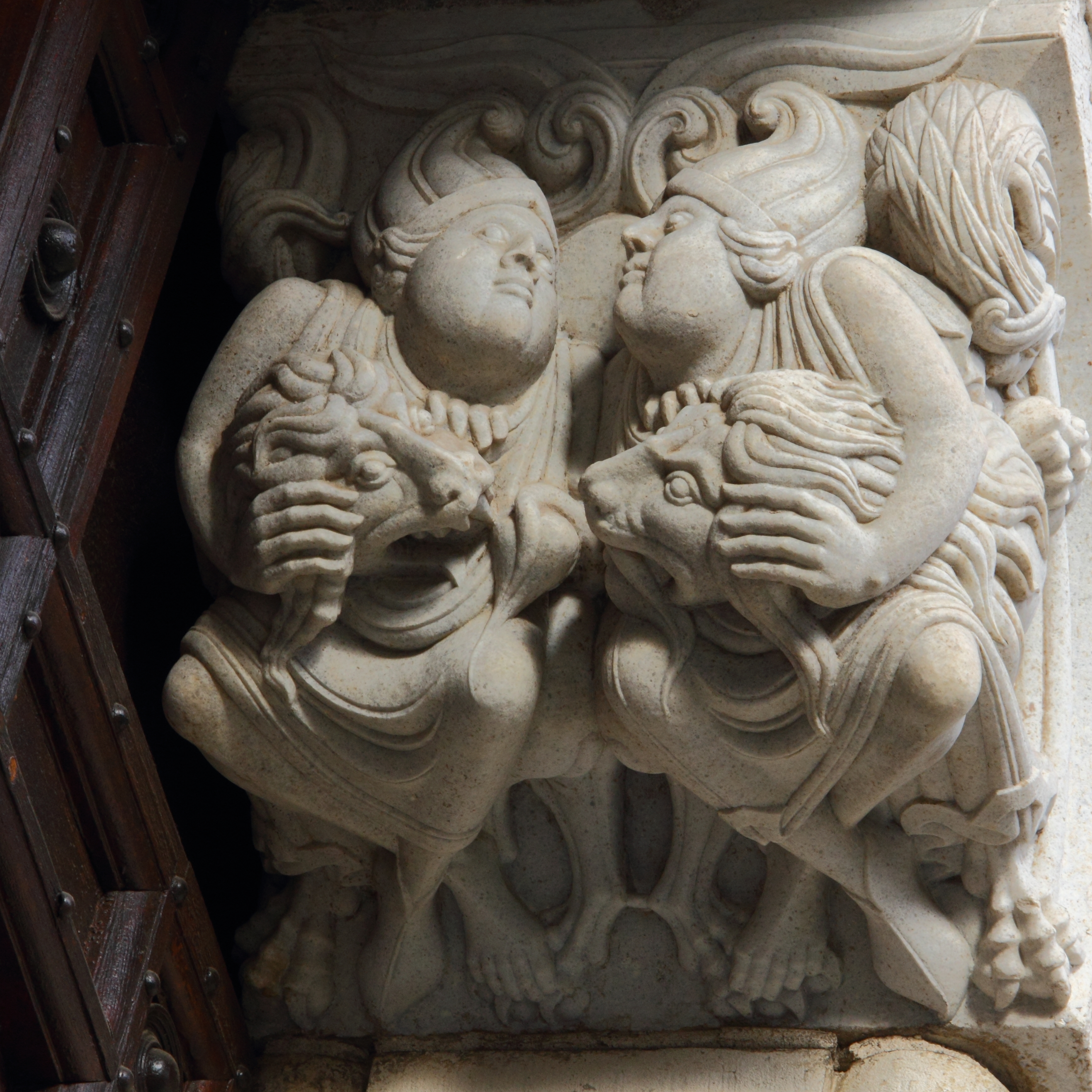
Два пастухи вбивають левів
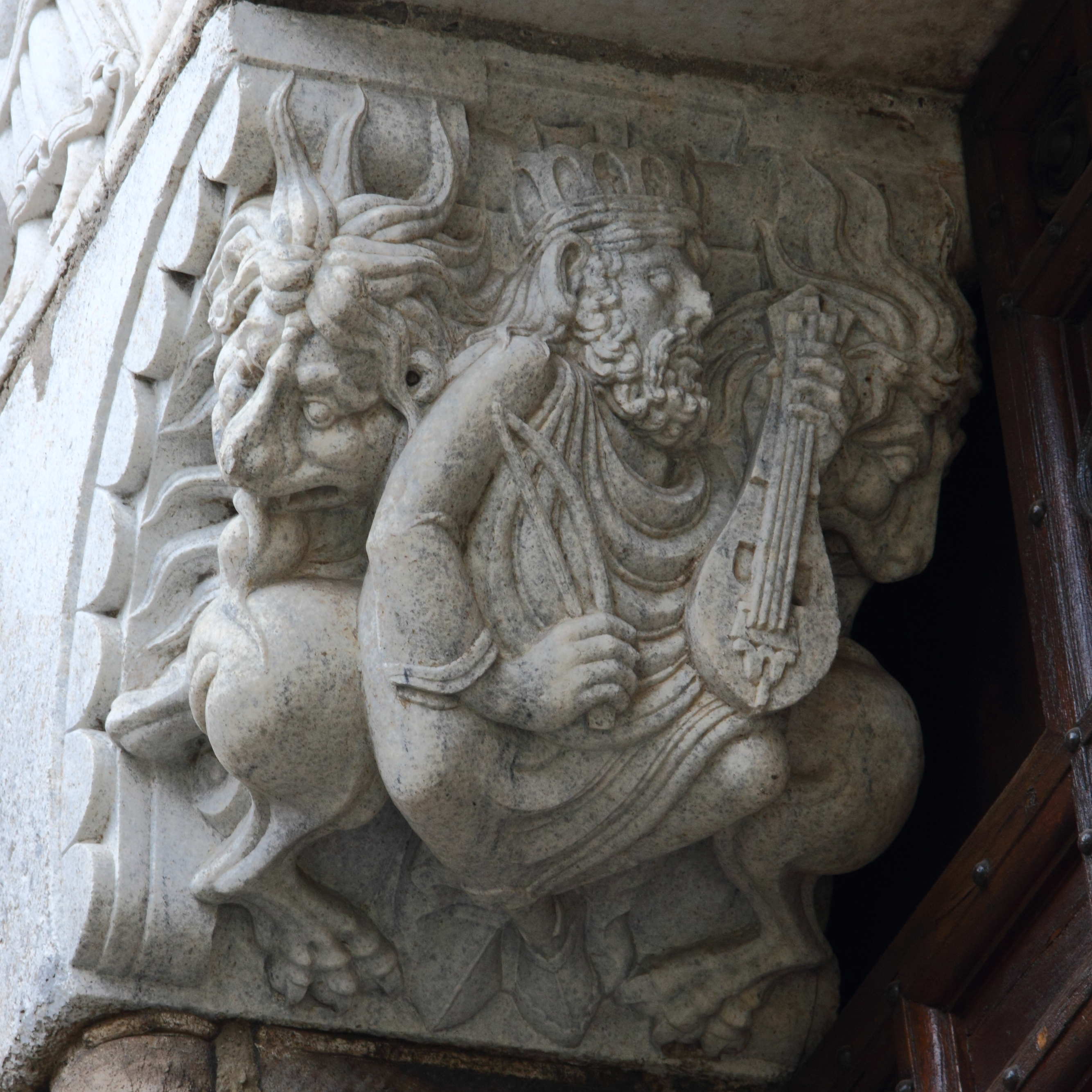
Цар Давид
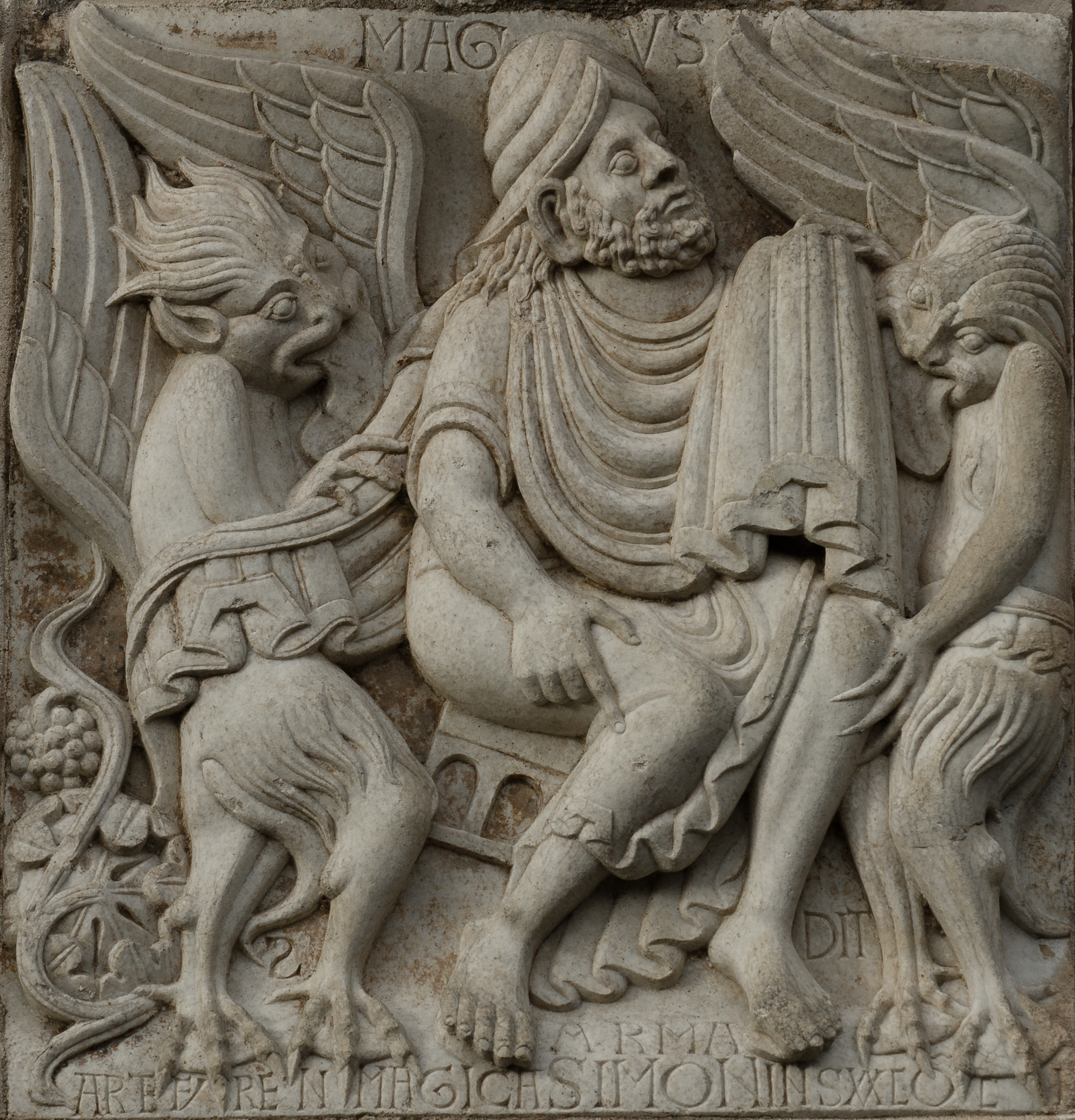
Симон чарівник, демони і народження виноградної лози
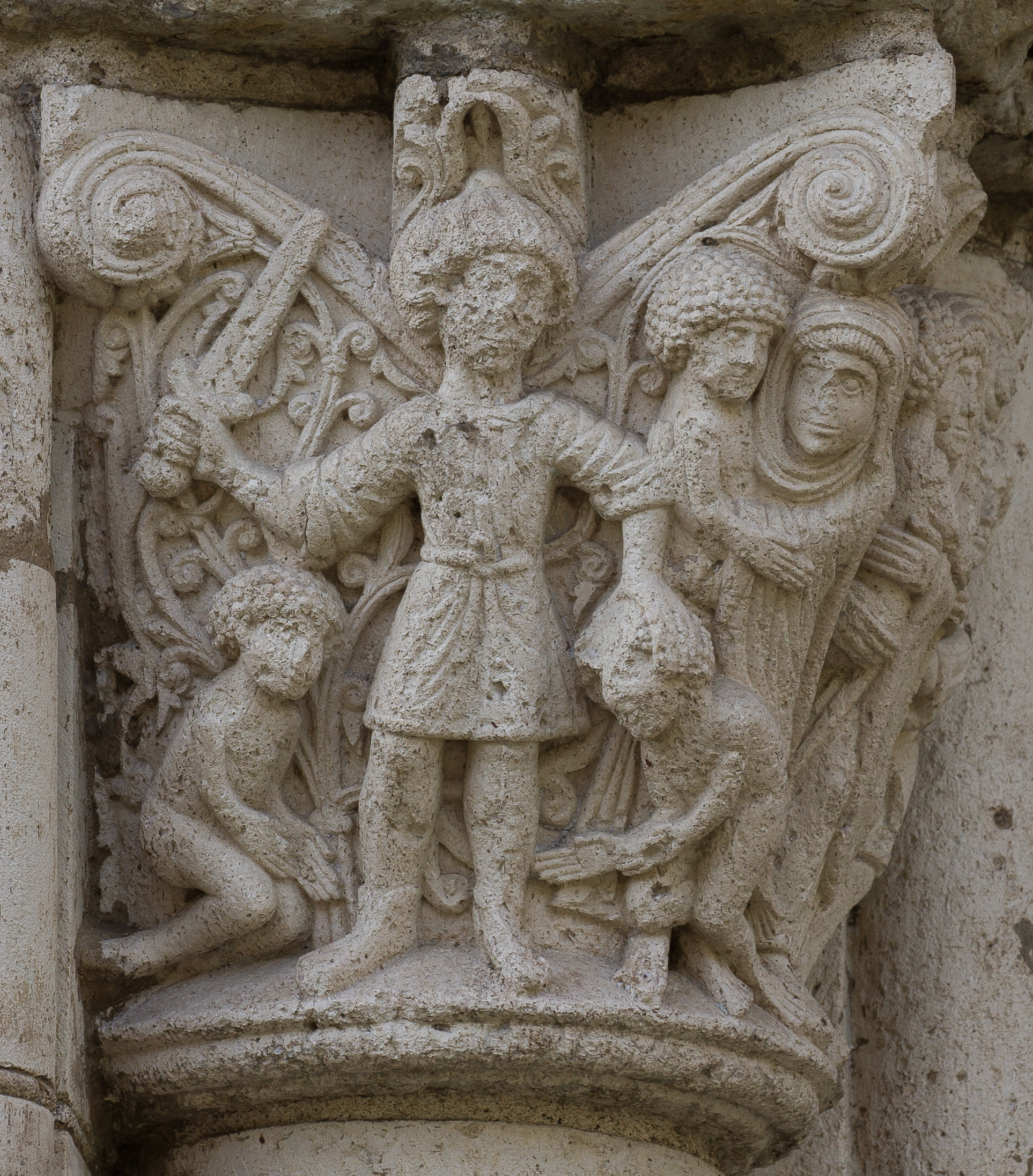
Різанина святих невинних
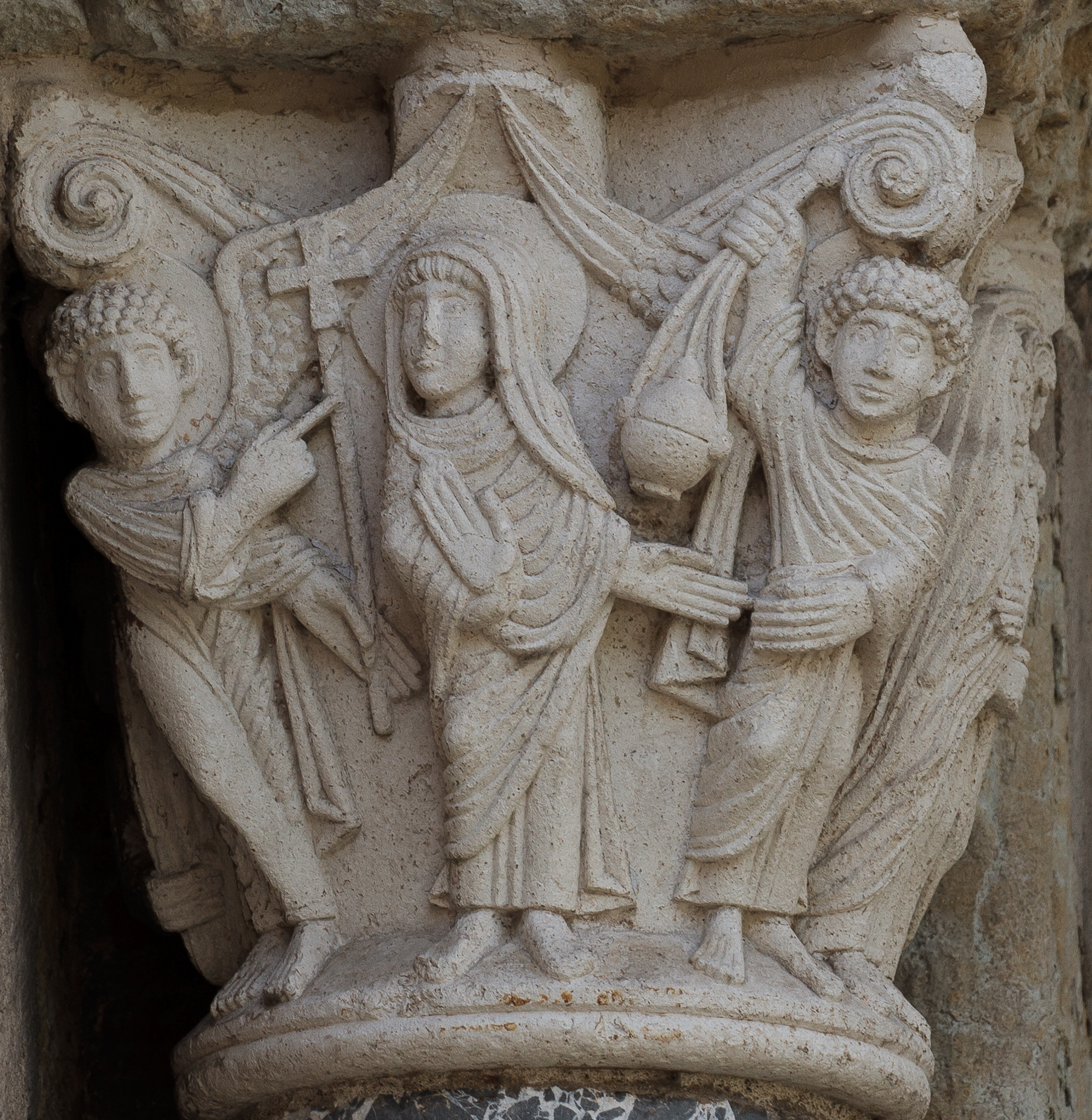
Благовіщення Діви Марії
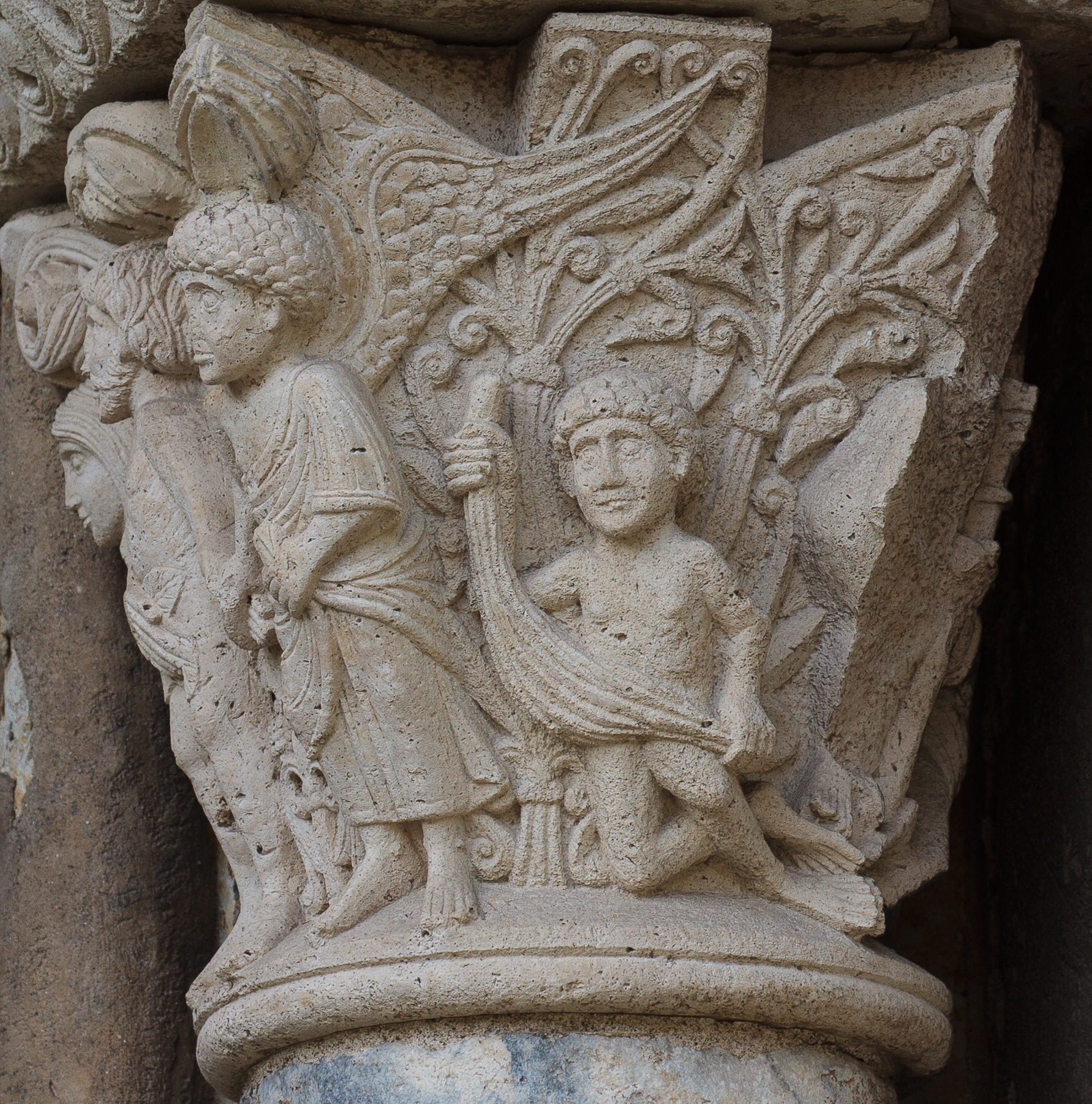
Адама і Єву виганяють з Едемського саду

### Інтер'єр
Внутрішня частина базиліки має розміри 115 x 64 x 21 метра, що робить її величезною для романської церкви. Центральний неф склепінчастий; чотири проходи мають реберні склепіння і підтримуються контрфорсами. Безпосередньо під вежею і трансептом знаходиться мармуровий вівтар, освячений Папою Урбаном II в 1096 році за проєктом Бернарда Гелдуїна.
Крім святого Сатурніна, тут похований святий Гонорат. У склепі зберігаються мощі багатьох інших святих.
У базиліці також міститься великий орган Кавайле-Колль, який складається з трьох ручок, побудований у 1888 році. Разом з інструментами Кавайе-Колль у Сен-Сюльпіс у Парижі та церквою Сен-Уан у Руані він вважається одним із найважливіших органів у Франції.

## Галерея

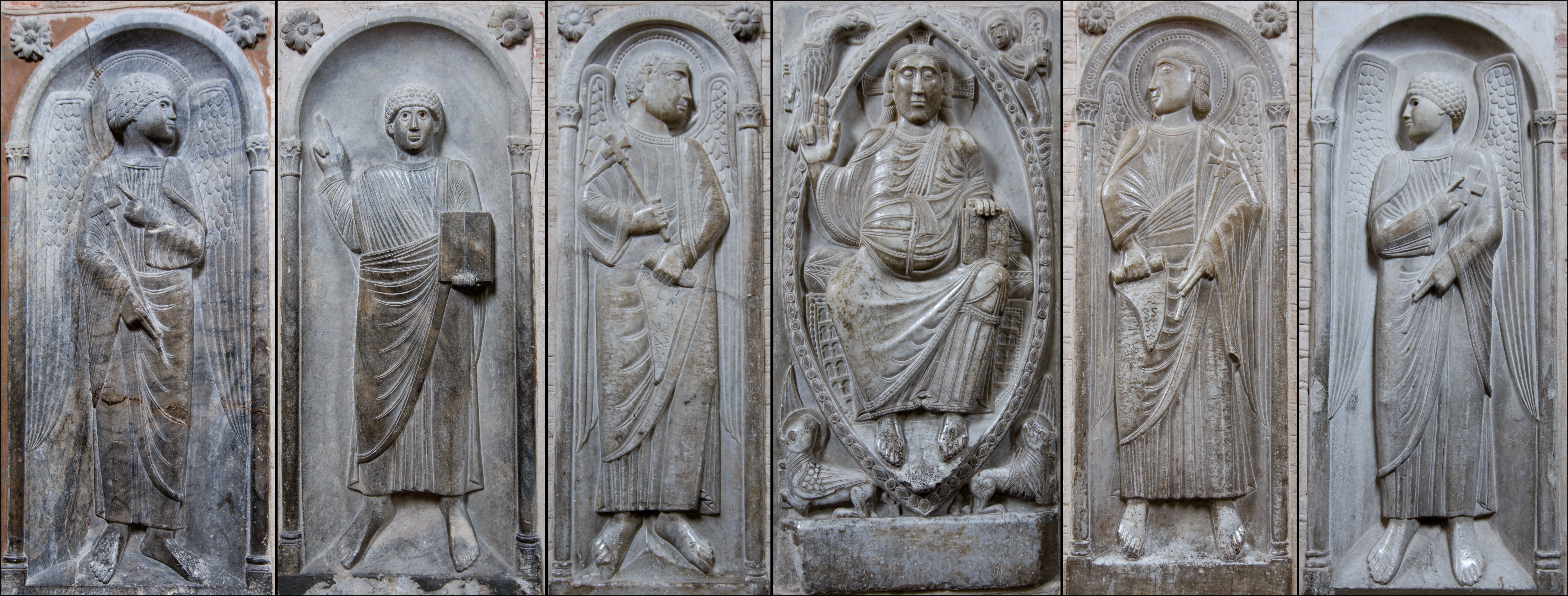
Мармурові барельєфи
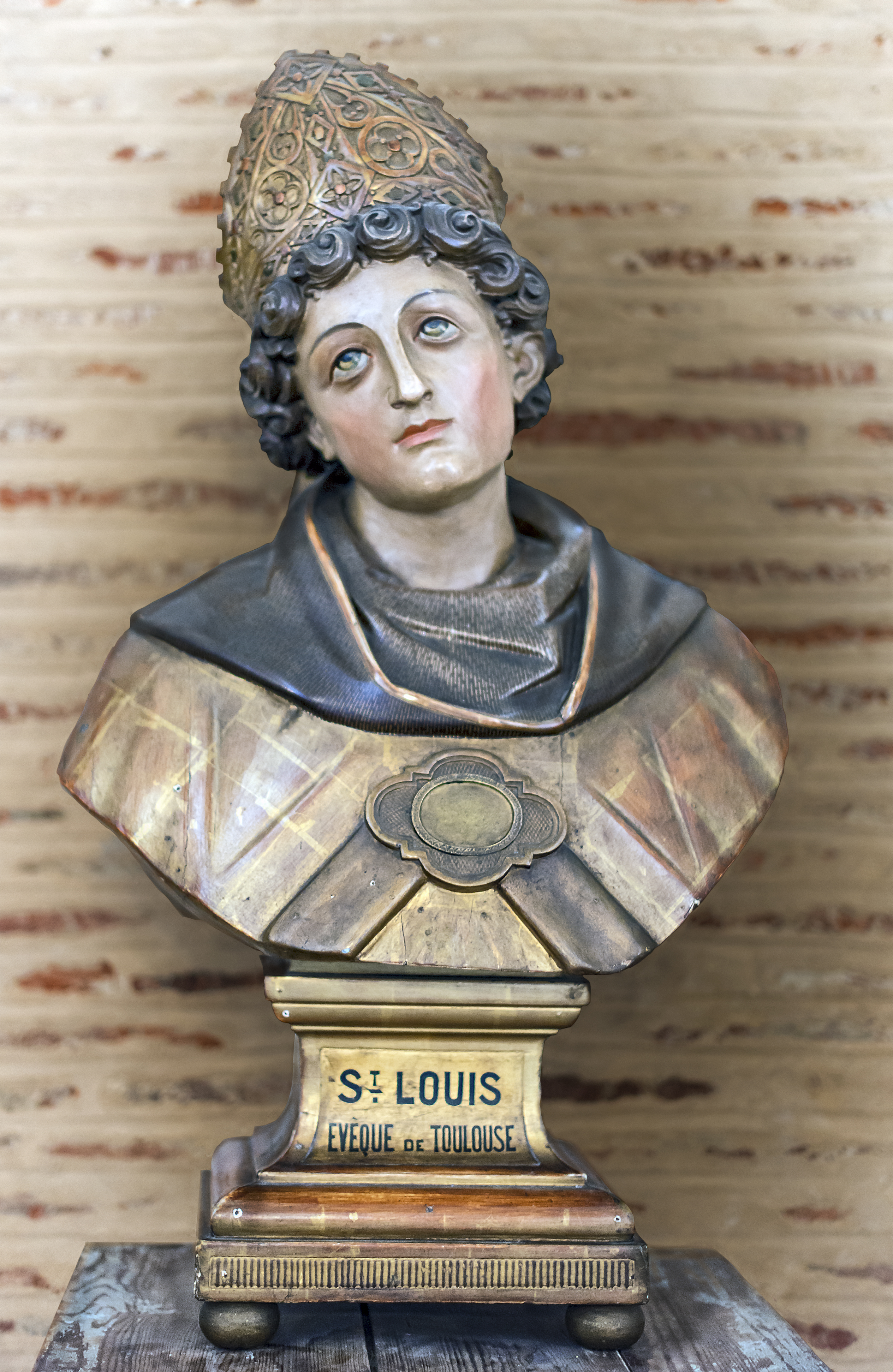
Бюст Людовика Тулузького
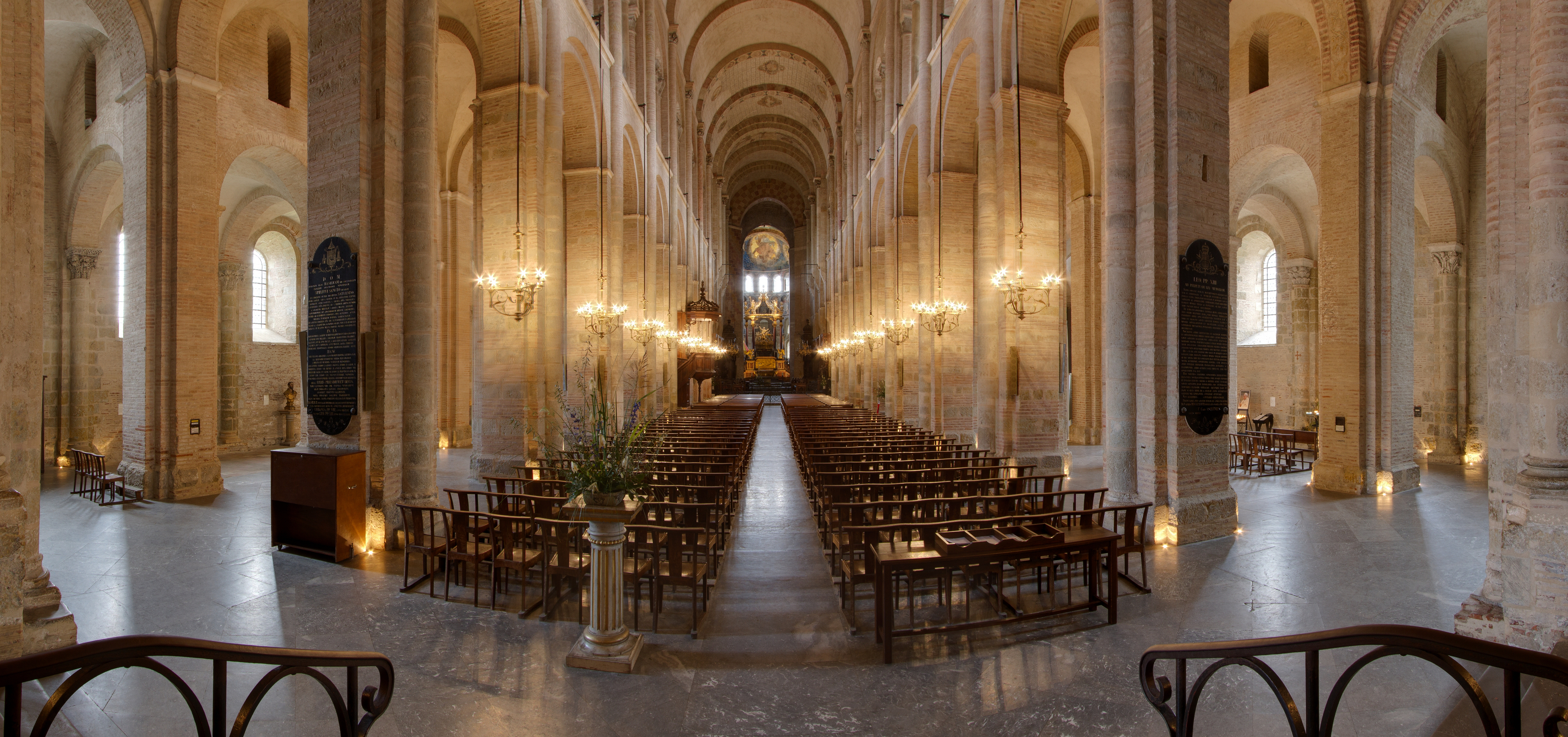
Неф
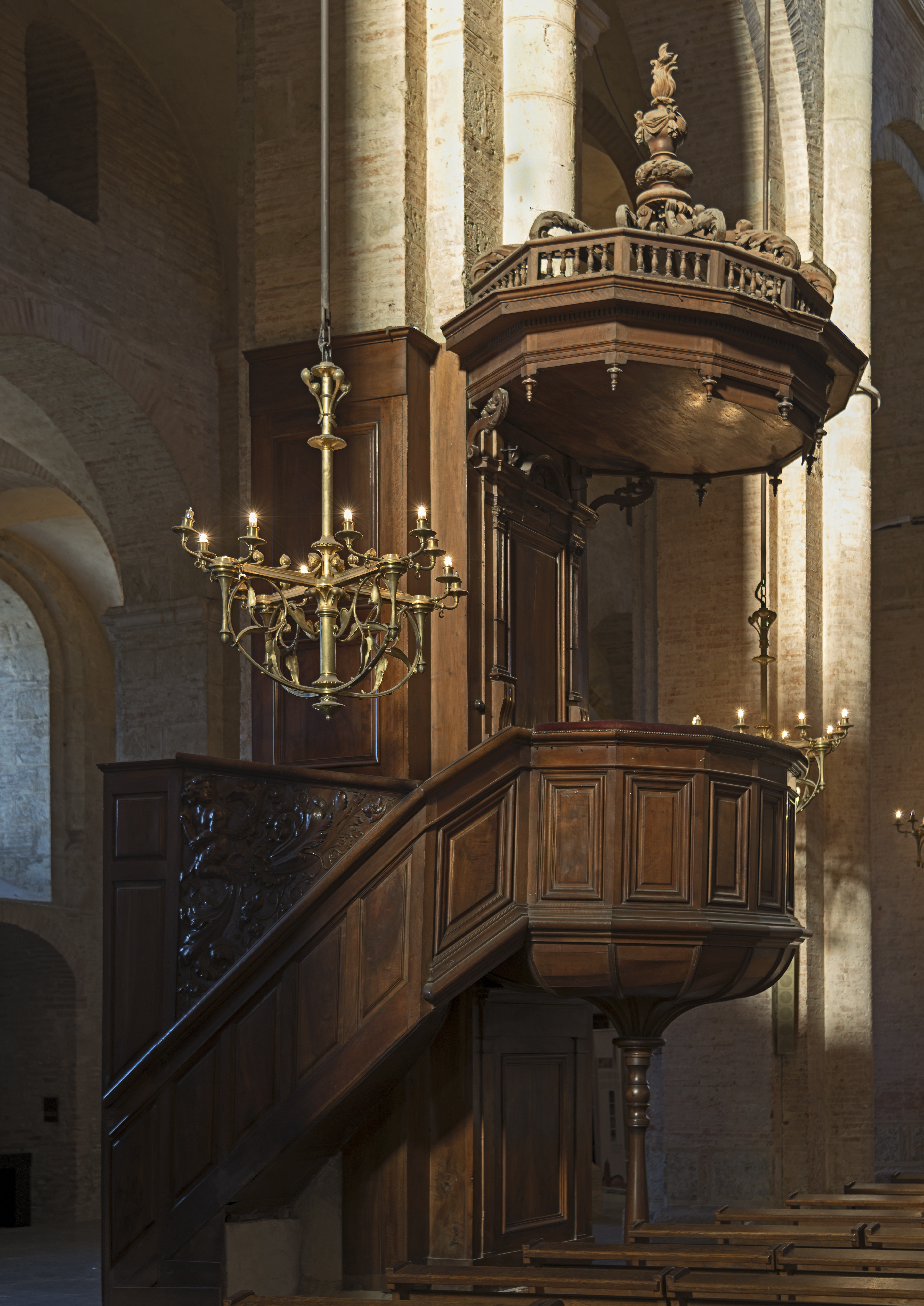
кафедра
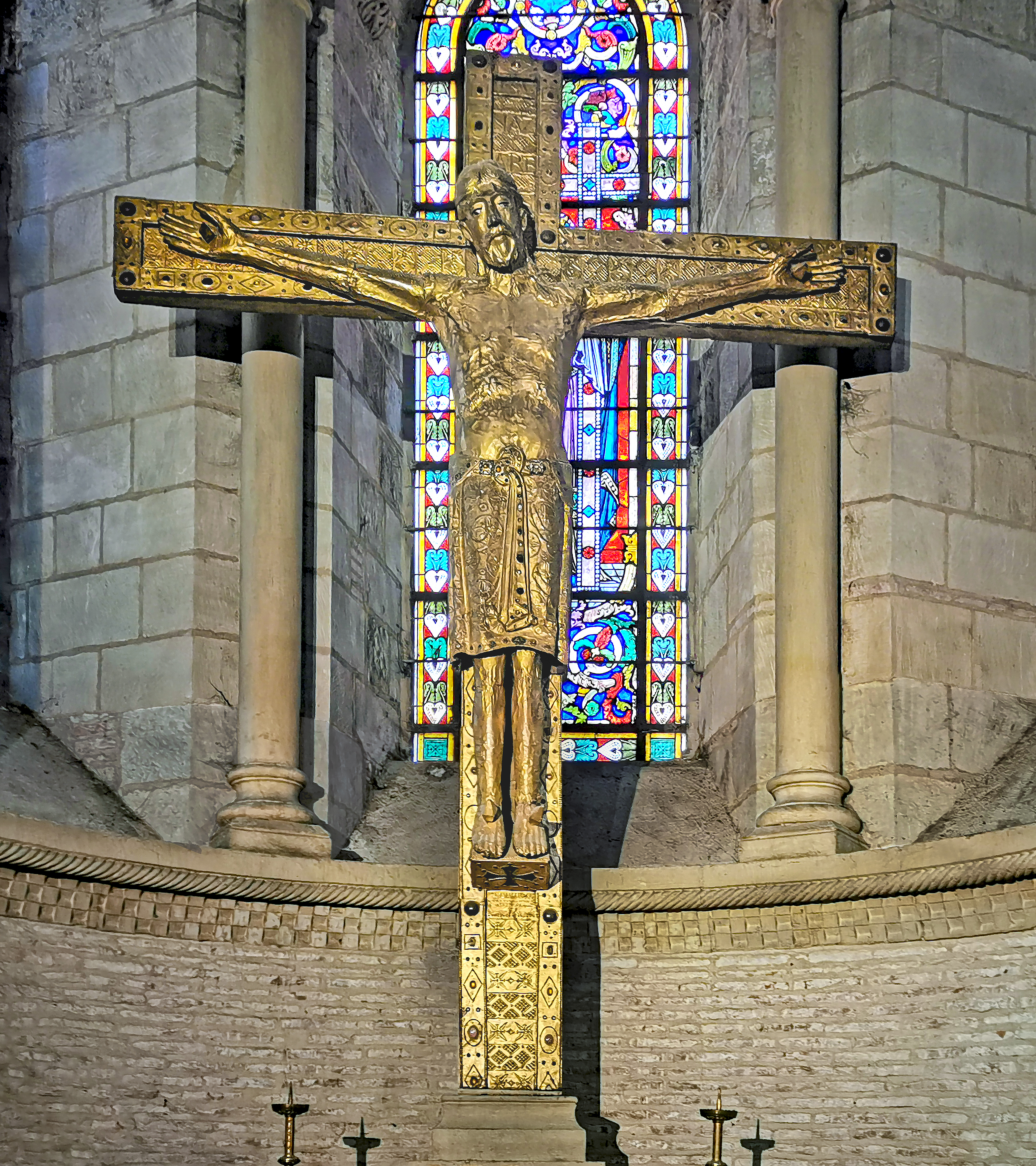
Каплиця Розп'яття
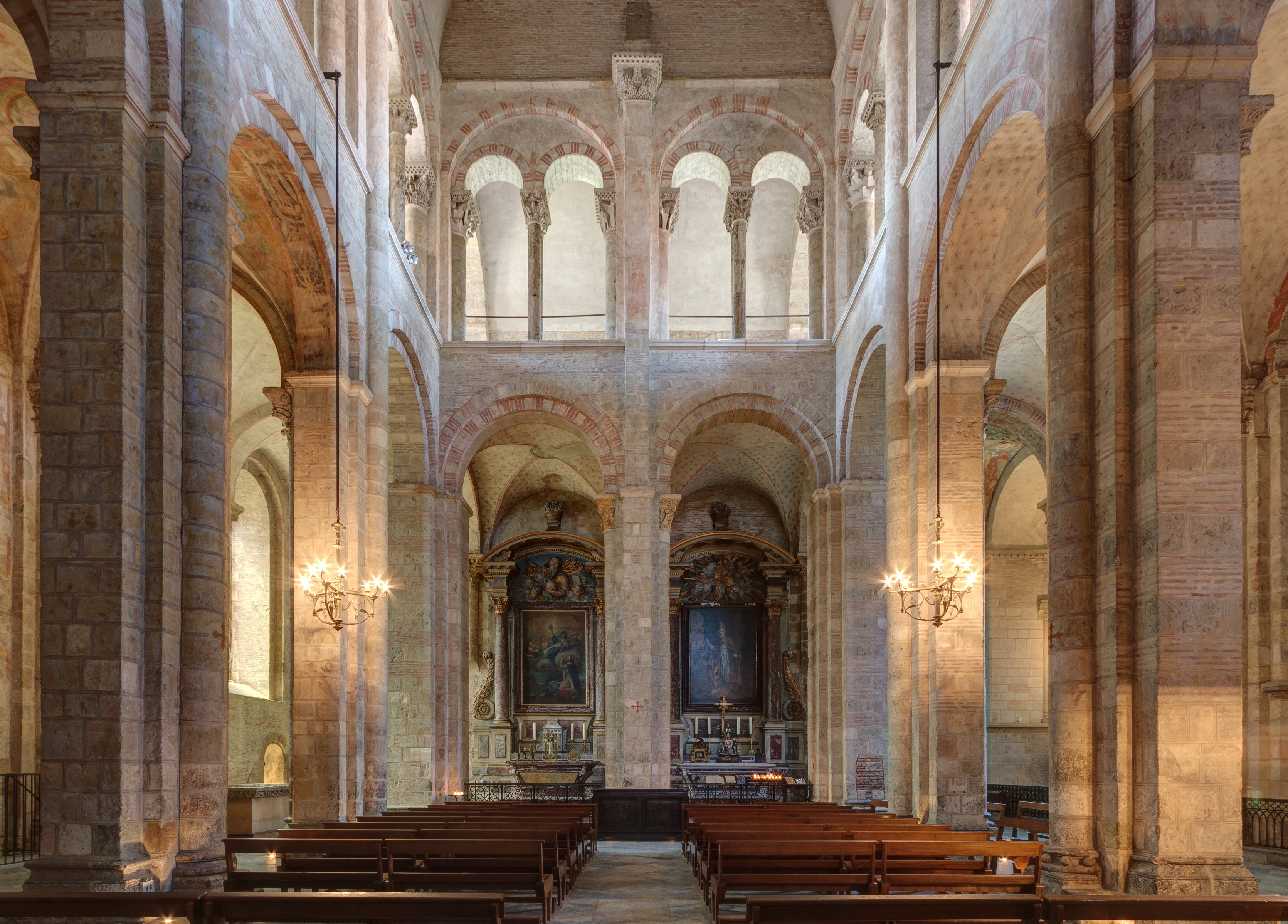
Північний трансепт
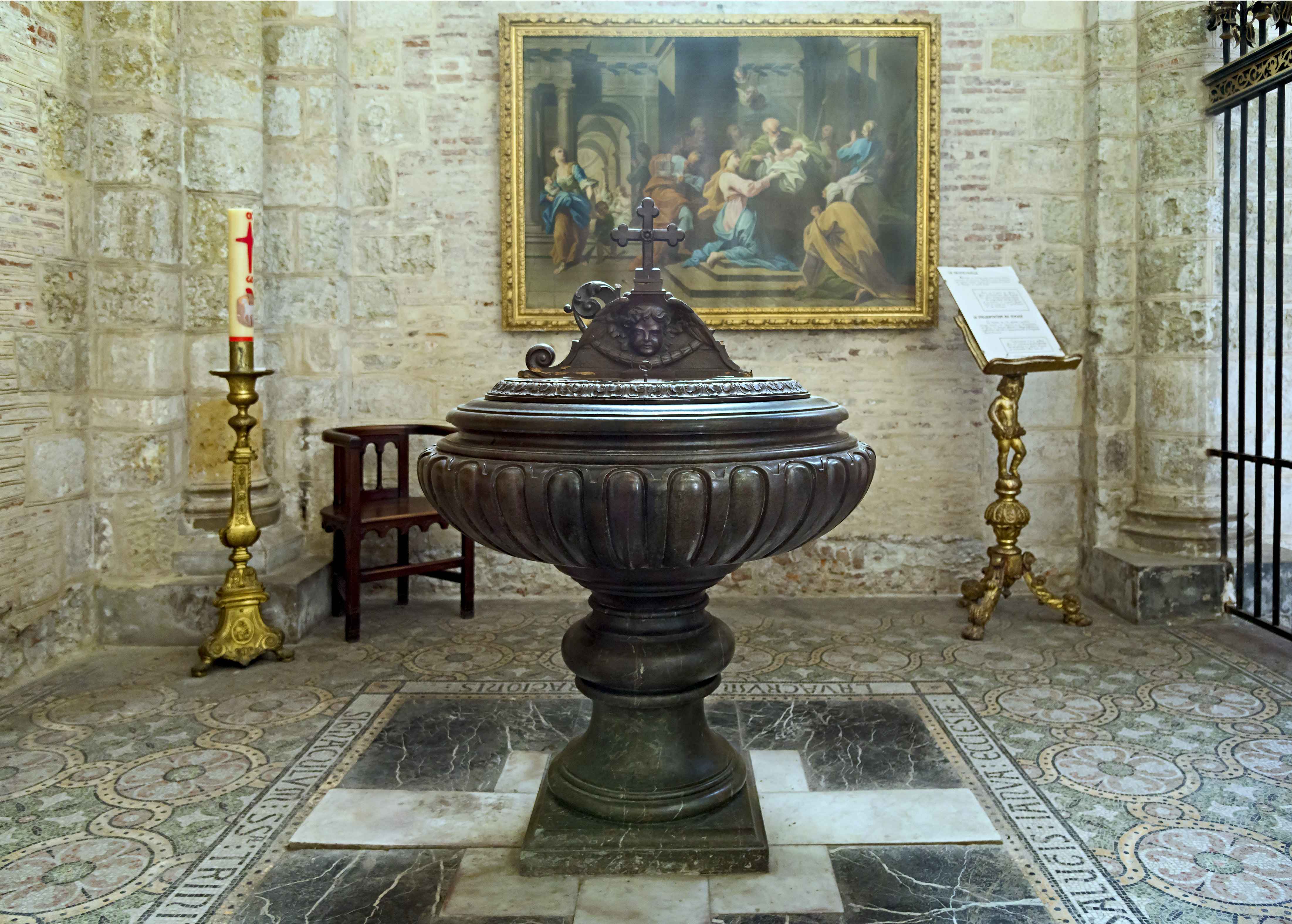
План